# Provincia di Puno
La provincia di Puno è una provincia del Perù, situata nella regione omonima.

## Geografia antropica

### Suddivisioni amministrative
È divisa in quindici distretti:
- Acora
- Amantaní[2]
- Atuncolla[3]
- Capachica
- Chucuito[4]
- Coata
- Huata
- Mañazo[5]
- Paucarcolla[6]
- Pichacani[7]
- Platería
- Puno
- San Antonio[8]
- Tiquillaca[9]
- Vilque[10]